# Fenomenul ultras în Africa de Nord

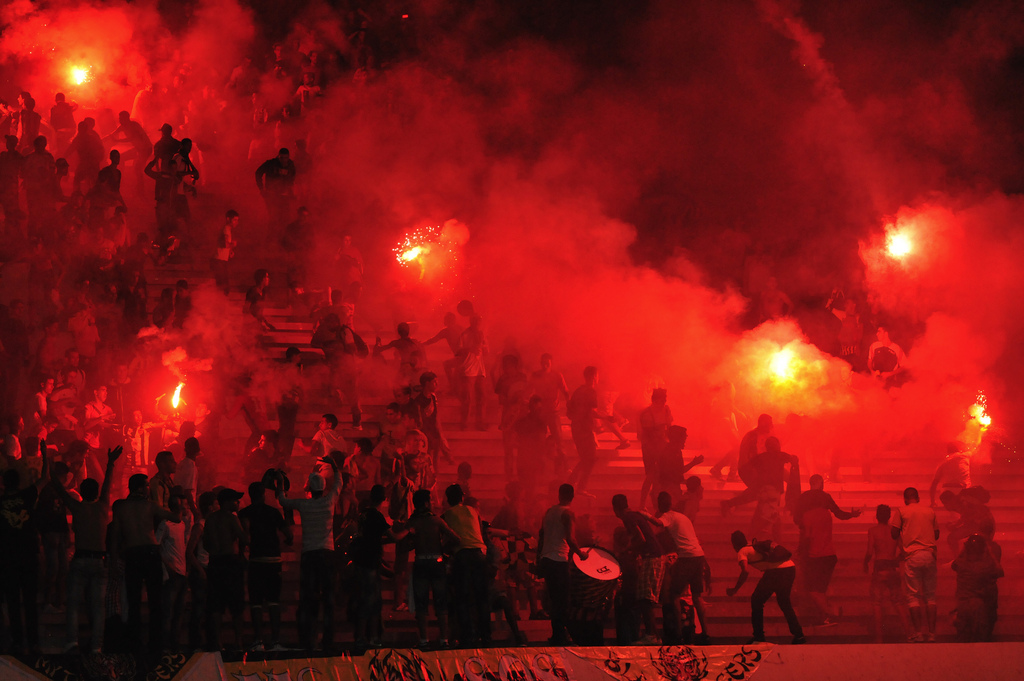
Ultrași marocani

Fenomenul ultras vizează manifestările ultrașilor din timpul competițiilor sportive - în special din fotbal -, fiind, totodată, un stil de viață. De-a lungul timpului, acest tip de activitate a fost adesea confundat cu huliganismul.
În ceea ce privește tifo⁠(en)[traduceți], mesajele și banner-ele afișate în Africa de Nord sunt create în limba arabă, într-o varietate dialectală locală sau în limba franceză, engleză, italiană sau spaniolă. 
Pe lângă aparițiile adesea spectaculoase din timpul competițiilor, ultrașii își fac simțită prezența și în viața cotidiană, având un rol important în revoluțiile din lumea arabă din secolul actual. 

## Istorie
Cercetările asupra comunității fanilor și asupra fenomenului social al susținerii unei echipe datează din mijlocului celui de-al șaselea deceniu al secolului XX, fiind datorate huliganilor de pe stadioanele engleze, care au creat un fenomen atât de comun și de serios, încât acesta a început să fie văzut ca o amenințare la adresa siguranței publice.
Deși fotbalul din lumea arabă - inclusiv din Africa - a ajuns sub conducere străină, pasiunea și dăruirea suporterilor nu au avut de suferit. 
Primul grup de ultrași din spațiul arab a fost format în Libia, în anul 1989; membrii au denumit grupul „Dragon”, ei fiind susținători ai echipei Al-Ittihad SCSC⁠(ar)[traduceți]. Însă existența lui a luat sfârșit după două săptămâni, ca rezultat al autorității și al represiunii regimului Muammar al-Gaddafi.
În anul 1998, în Tunisia, a fost creat cel de-al doilea grup ultras din lumea arabă, numit „African Winners”. Acesta a dispărut rapid, dar a revenit în anul 2002, continuând să susțină echipa Club Africain. 
Cea de-a treia țară arabă care a cunoscut fenomenul ultras a fost Maroc, prin intermediul grupului „La Clik Celtic”, format în anul 2004 de către suporteri ai echipei Raja Club Athletic.

## Caracteristici
Ultrașii sunt cei care au separat ligile nord-africane de restul continentului. Cele mai organizate grupuri din Africa se află în Nord, dat fiind faptul că în Sud ligile sunt mai puțin dezvoltate, iar pasionații de fotbal preferă să urmărească ligile europene.
Ultrașii se ghidează după patru principii: să nu se oprească din cântat pe tot parcursul meciului, să nu stea jos, să participe la toate meciurile, indiferent de cât de departe se țin sau de cât de ridicat este prețul biletelor. Cel de-al patrulea principiu reprezintă așezarea lor în peluze, departe de fanii obișnuiți. Astfel, ei și-au creat o identitate și o lume proprie, uniți de un ideal comun.
În plus, ultrașii sunt uniți de loialitatea față de cluburi și se consideră ultima lor frontieră defensivă, fiind convinși că a fi ultras reprezintă un stil de viață, atât în interiorul stadionului, cât și în afara lui.
Atașamentul față de tot ceea ce reprezintă un club preferat și respectul deosebit față de acesta permit comparația dintre manifestările ultrașilor și cele ale credincioșilor. Pe lângă confruntarea propriu-zisă din teren a echipelor adverse, există și o confruntare simbolică; capturarea obiectelor ce poartă simboluri ale unei anumite echipe (precum steaguri, eșarfe, tricouri etc., de regulă personalizate cu scopul de a reprezenta grupul din care face parte un ultras), afișarea lor cu partea de sus în jos în peluza adversă și arderea sau ruperea lor denotă un act de umilire publică a clubului advers.
Războaiele dintre fani se desfășoară cu precădere în sfera simbolurilor, violența fizică nefiind căutată. La rândul ei, violența fizică intervine doar în situații extreme, cauzele provenind cel mai adesea tot din această sferă.
Echipele naționale sunt susținute atât de ultrași, cât și de suporterii obișnuiți, însă nu cu atât de multă dedicare ca în cazul echipelor de club. Încurajarea reprezentativei este motivată de apartenența la o comunitate națională, fiind un act de manifestare patriotică.
Limbajul universalist al naționalismului secular a fost puternic încastrat în conștiința nord-africanilor. În timp ce fenomenul unește oameni în mulțimi ce își pun pe ordinea de zi autoproclamată justiția și democrația, alți oameni își pregătesc discursuri prin care să îi discrediteze, făcând referire la „barbaria”, „terorismul” și „sectarismul” lor.
Timp de decenii, fotbalul a constituit un spațiu public alternativ în lumea arabă; acest spațiu a devenit unul potrivit pentru exprimarea frustrărilor și nemulțumirilor față de autoritarism. Odată cu declanșarea revoluției Iasomiei, fotbalul a devenit o instituție-cheie, non-religioasă și non-guvernamentală, capabilă să confrunte regimuri represive.  

### Egipt

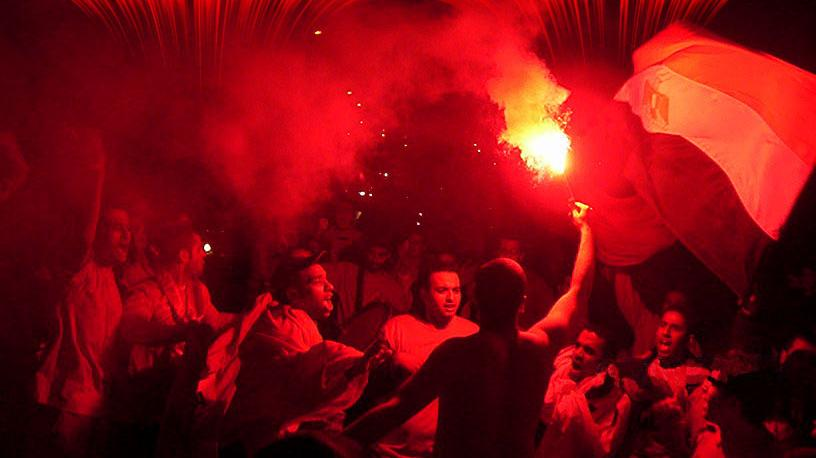
Ultrași egipteni ai clubului ar sărbătorind cu torțe și steaguri

În Egipt există cinci grupuri importante de ultrași: Ahlawy⁠(ar)[traduceți] (Al-Ahly, Cairo), White Knights⁠(en)[traduceți] (Zamalek SC, Giza), Ultras Devils (Tanta SC⁠(ar)[traduceți], Tanta), Ultras Yellow Dragons (Ismaily SC⁠(ar)[traduceți], Ismaïlia), Green Eagles (Al-Masry SC⁠(ar)[traduceți], Port Said).  
Deși ultrașii egipteni au fost inspirați de către cei europeni, ei nu au adoptat nici ideologia lor de dreapta, nici violența nihilistă. Așadar, grupuri precum White Knights sau Ahlawy au ales să fie anti-autoritare și anti-comerciale, susținând colectivismul și rezistența.  
În ceea ce privește categoriile sociale, ultrașii egipteni sunt tineri ce fac parte din diverse straturi ale societății, adică bogați, săraci, islamiști, de stânga, salafiți etc., uniți de iubirea pentru clubul sportiv favorit.  
Suporterii de acest tip au dezvoltat o poziție critică vizavi de conducerea cluburilor și a cluburilor pentru fani. De exemplu, cei de la White Knights sunt critici la adresa structurilor autoritare și patriarhale și a apropierii de liderii politici, suspectând lumea fotbalului de corupție. Având în vedere poziția lor dezaprobatoare față de maniera televizării fotbalului, presa nu a ezitat să îi numească „atei”, „comuniști derbedei”, „dependenți de droguri”, „deviați sexual” etc.
În urma evenimentelor din stadionul Port Said⁠(en)[traduceți], Guvernul a comparat acțiunile ultrașilor cu cele ale teroriștilor islamiști, considerându-i aliați ai Statului Islamic și instigatori la islamism radical. Acuzațiile s-au îndreptat, în mod special, spre ultrașii Ahlawy, care au negat prezența lor la proteste. Alte acuzații s-au referit la coregrafiile și cântecele lor din acea perioadă, prin care își manifestau susținerea față de club, dar și nemulțumirea față de situația poltică din țară în mod artistic, amintind de revoluția egipteană din 2011. Mahmud Al-Khatib⁠(ar)[traduceți] , în calitate de președinte al clublui Al-Ahly, a susținut că diverși indivizi s-au infiltrat printre suporterii clubului și au stat în spatele faptelor de care ultrașii au fost învinuiți, cu scopul de a încuraja desfășurarea meciurilor care să nu permită accesul suporterilor pe stadion. 
De asemenea, ei sunt văzuți ca inițiatori ale protestelor care au dus la căderea regimului Hosni Mubarak.   

### Algeria

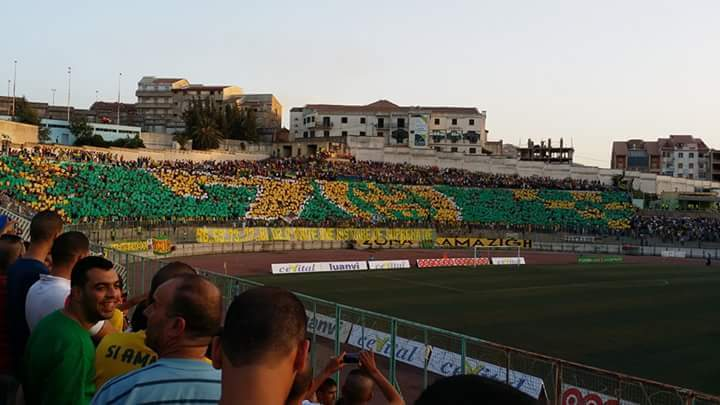
Suporterii algerieni ai ar celebrând a 70-a aniversare a clubului

În Algeria, fotbalul a fost un mijloc de eliberare de sub dominația colonială franceză. Întrucât cluburile sportive deveniseră un spațiu de coexistență culturală a diverselor grupuri etnico-religioase, în interiorul lor s-au creat condițiile adecvate pentru naționaliștii care doreau independența și au contribuit, prin intermediul Frontului de Eliberare Națională (FEN), la internațonalizarea situației Algeriei. 
Deși ultrașii au fost dintotdeauna apolitici, criza economică de la sfârșitul anilor 1980 a transformat stadioanele într-o arenă politică, acestea fiind văzute ca simboluri ale eșuării autorității și ideologiei FEN. Colapsul FEN a dus reapariția denumirilor vechi ale cluburilor sportive, împreună cu identitățile culturale și regionale. Între anii 1988 și 1991, stadioanele s-au transformat în arene pentru mobilizare politică, demonstrații de forță în campaniile electorale și într-un spațiu de expunere a simbolurilor intențiilor politice și culturale. În timpul meciurilor au fost afișate banner-e cu diverse mesaje de impact, precum cele în favoarea islamului politic sau a recunoașterii limbii berbere drept limbă oficială, alături de arabă. Au fost expuse și steaguri ale țărilor europene și postere ale unor cântăreți occidentali - precum Madonna -, cu scopul de a critica controlul statului în ceea ce privește discursul asupra naționalismului și a moralității.

### Maroc

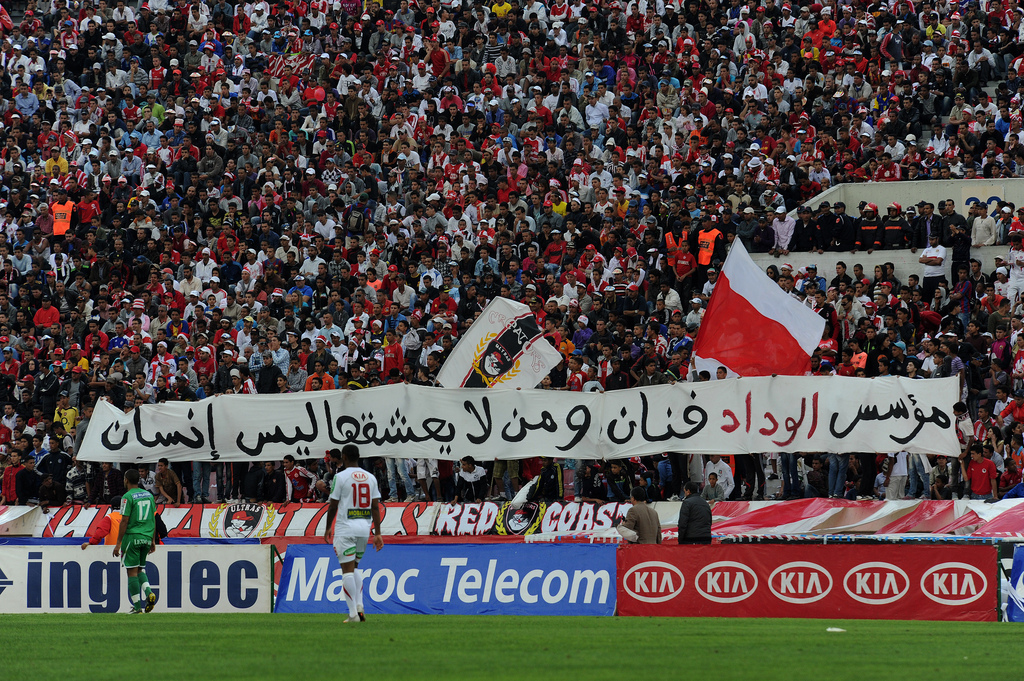
„Fondatorul Al-Wydad este un artist, iar cine nu îl iubește, nu e om”

Întocmai ca în restul lumii arabe, evoluția fenomenului ultras în Maroc a fost marcată de ultrașii din alte țări, în special de cei din Italia. Influența acestora vizează modul în care ultrașii se exprimă prin intermediul sloganurilor, cântecelor și simbolurilor și la maniera în care se organizează.
Ultrașii marocani nu sunt întru totul detașați de politică. Pentru ei, fotbalul este unul dintre puținele spații în care pot protesta împotriva hotărârilor partidului de la conducere, guvernatorilor și elitelor afacerilor, adică împotriva celor care au beneficiat de pe urma sistemului și a liberării economiei.
Cele mai importante grupuri de ultrași sunt: Winners (Wydad Athletic Club⁠(ar)[traduceți], Casablanca), Green Boys (Raja Club Athletic⁠(ar)[traduceți], Casablanca), Ultras Askary (FAR⁠(ar)[traduceți], Rabat). 
Pentru tineretul marocan, a adera la aceste grupuri fanatice înseamnă mai mult decât un noud mod de susținere a echipei favorite, devenind un stil de viață. Ei nu sunt doar consumatori, ci și producători de spectacol. Spre deosebire de alte grupări de fani, ultrașii preferă să fie autonomi, dar caută să fie cei mai buni și inovatori în ceea ce privește animația de pe stadioane.
De-a lungul timpului, reputația ultrașilor marocani a fost afectată în urma actelor de violență și vandalism ce s-au petrecut atât pe stadioane, cât și în afara lor. Astfel de incidente amenință integritatea și imaginea pozitivă a sportului în calitate de sector cu potențial de investiție și dezvoltare a locurilor de muncă.
Deși în iunie 2011 a fost introdusă o lege care să pedepsească actele de violență, vandalism și instigare la ură în sport, presa marocană susținea că actele de acest gen au luat amploare în urma promulgării, în ciuda deficitului de date credibile. Violența și-a făcut loc inclusiv pe rețelele de socializare, unde circulă mesaje abuzive și instigatoare. 
Din Maroc nu lipsește organizarea expedițiilor represive pe teritoriul grupurilor rivale cu scopul de a captura obiecte simbolice precum steaguri, tricouri, eșarfe etc. Rivalitatea este dată la o parte numai în timpul meciurilor echipei naționale de fotbal a Marocului. 

### Tunisia

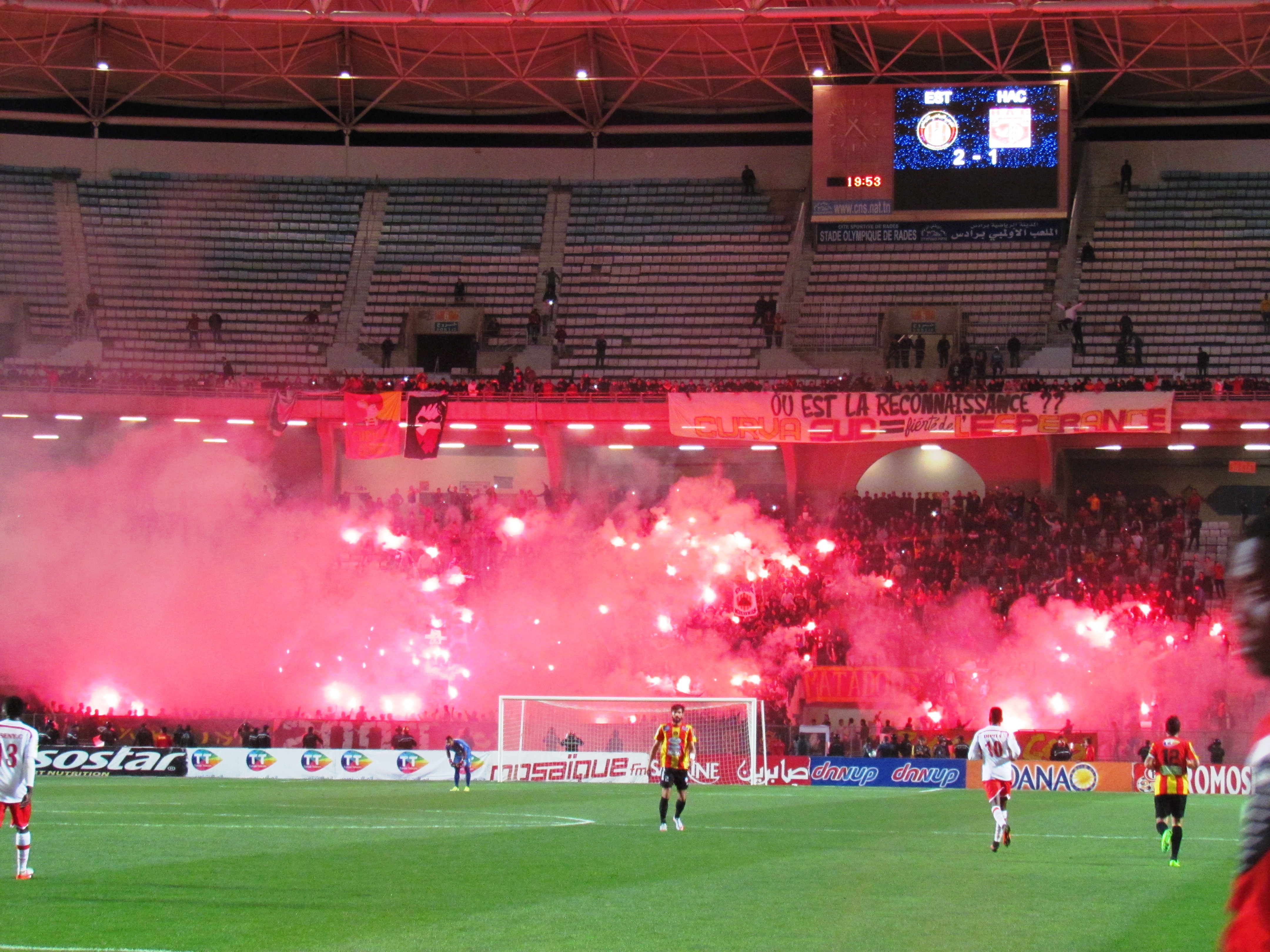
Craquage realizat de către ultrașii ar

Momentul apariției fenomenului ultras în Tunisia este incert, fapt ce a dus la dispute și controverse de-a lungul timpului. Începând cu anul 2002, s-a cunoscut o creștere a numărului ultrașilor, care își formau grupuri foarte bine organizate și complexe. Ei și-au creat propriile linii de vestimentație, pagini de Facebook și, cel mai adesea, socializează doar unii cu alții. Copiii lor se joacă împreună și nu se afiliază altor grupuri de fani. Se declară apolitici, refuză dialogurile cu mass-media și au rețineri în ceea ce privește discuțiile cu oameni care nu fac parte din nicio categorie de fani.
Cu toate acestea, multe cântece și sloganuri vizează clasa politică în mod direct. Ostilitatea lor față de poliție s-a extins până la instituțiile politice ale statului, mai precis la Ministerul de Interne și la Ministerul Tineretului. În momentele dificile din timpul revoluției tunisiene, mulțimea de protestatari s-a bazat pe brigăzile de ultrași, ei cunoscând manierele în care operează forțele de securitate și poliția.
Pe parcursul revoluției tunisiene⁠(en)[traduceți], suporterii echipei Club Africain au format mulțimi enorme la Bab Jdid⁠(fr)[traduceți] și și-au exprimat ura acumulată în timp față de poliție. Suporterii care frecventează în general stadioanele sunt obișnuiți cu abuzurile, insultele, violențele și bruscările venite din partea polițiștilor, dar și cu instigările venite din rândul acestora.

## Deosebiri dintre huligani și ultrași
Pe lângă fanii obișnuiți, mai există două grupări importante de fani care participă la meciurile de fotbal: huliganii și ultrașii. În anul 2000, grupurile de ultrași au început să ia naștere în Tunisia și Maroc, urmând ca în 2007 să se formeze primele din Egipt. 
Scopul principal pentru care huliganii se prezintă la meciuri nu îl reprezintă interesul și pasiunea lor față de sportul rege, ci oportunitatea de a lua parte la altercații cu alți huligani, motivele nefiind de fiecare dată clare. În comparație cu cei europeni, huliganii nord-africani nu își fac apariția la fel de des apariția pe stadion.  
Pe de altă parte, ultrașii ocupă, de regulă, peluzele, cu scopul de a-și susține echipa favorită, indiferent de scor. Ei trăiesc pentru clubul lor, creează banner-e, steaguri, cântece și pun la cale coregrafii, toate acestea cu scopul de a-și exprima susținerea fața de echipă, nemulțumirea față de situația politică (sau altele) sau ostilitatea față de echipe adverse. De asemenea, ei se divizează în brigăzi, în ideea de a se organiza mai bine și de a lega prietenii care să fie strânse și în afara evenimentelor sportive. 

## Activități din afara stadioanelor
Ultrașii se ocupă și de comercializarea articolelor vestimentare (șepci, tricouri, bluze, echipamente), accesoriilor (eșarfe, insigne, fulare) și a altor obiecte (sticker-e, căni, afișe etc.) dedicate suporterilor. Între grupurile de ultrași sau galerii au loc diverse competiții în urma cărora sunt desemnate cea mai bună manifestare tifo, cel mai bun cântec și cel mai bun graffiti.
O activitate importantă poartă numele de ”craquage” în Africa de Nord, desemnând aprinderea simultană a torțelor sau a fumigenelor de către ultrași, cu scopul de a sărbători sau a marca momente importante în istoria clubului.